# Epidius pallidus
Epidius pallidus är en spindelart som först beskrevs av Tord Tamerlan Teodor Thorell 1890.  Epidius pallidus ingår i släktet Epidius och familjen krabbspindlar. Inga underarter finns listade i Catalogue of Life.